# 1156
| Calendário gregoriano                                                        | 1156 MCLVI                                           |
| Ab urbe condita                                                              | 1909                                                 |
| Calendário arménio                                                           | 605 – 606                                            |
| Calendário bahá'í                                                            | -688 – -687                                          |
| Calendário budista                                                           | 1700                                                 |
| Calendário chinês                                                            | 3852 – 3853 Início a 25 de janeiro (aproximadamente) |
| Calendário copta                                                             | 872 – 873                                            |
| Calendário etíope                                                            | 1148 – 1149                                          |
| Calendários hindus - Vikram Samvat - Calendário nacional indiano - Cáli Iuga | 1211 – 1212 1077 – 1078 4256 – 4257                  |
| Calendário Holoceno                                                          | 11156                                                |
| Calendário islâmico                                                          | 551 – 552                                            |
| Calendário judaico                                                           | 4916 – 4917                                          |
| Calendário persa                                                             | 534 – 535                                            |
| Calendário rúnico                                                            | 1406                                                 |
| Calendário solar tailandês                                                   | 1699                                                 |

1156 (MCLVI, na numeração romana) foi um ano bissexto do século XII do Calendário Juliano, da Era de Cristo, e as suas letras dominicais foram  A e G (52 semanas), teve início a um domingo e terminou a uma segunda-feira. No reino de Portugal estava em vigor a Era de César que já contava 1194 anos.
| Ano completo                       |
| ---------------------------------- |
| Ano bissexto com início ao domingo |

## Mortes
- 20 de Julho - Toba, 74º imperador do Japão.
- Outubro - André de Montbard, quinto Grão Mestre dos Cavaleiros Templários e um dos seus fundadores.